# リスカ
リスカ株式会社は、茨城県常総市に本社を置く製菓会社である。

## 概要
「スーパービッグチョコ」や「ハートチップル」などトウモロコシなどを原料とするスナック菓子を中心に、チョコレート・ゼリー菓子等の製造販売を行っている。セブン-イレブンのセブンプレミアムにもOEM供給している。
創業者の武藤則夫の弟である武藤尚文は同じく常総市に本社を置く菓道の社長で、両社の商品を扱う駄菓子問屋・株式会社やおきんの石井俊夫常務は親戚である。

## 沿革
- 1971年 - 義父の経営する煎餅会社（立正堂）に勤めていた武藤則夫がスナック菓子部門を独立させ、ユカフーズの商号で創業。スナック菓子の製造を開始する。
- 1973年 - 現在の看板商品の一つ「ハートチップル」を開発・製造開始。
- 1979年 - 株式会社やおきんの石井常務の企画・提案により、「うまい棒」を開発・製造開始。
- 1981年 - 資本金1500万円で法人組織化。社名は株式会社立正堂スナック菓子（りっしょうどうすなっくがし）。
- 1989年 - 社名をリスカ株式会社に変更。
- 1995年 - パン焼成茨城工場完成（現リバティーフーズ）。
- 2008年 - 主にうまい棒たこ焼味を製造していた第3課工場が、工場内の装置からの失火により全焼。

## 主な商品

### 現行ラインナップ
- うまい棒（販売は株式会社やおきん）
- スーパーハートチップル
- 納豆チップル

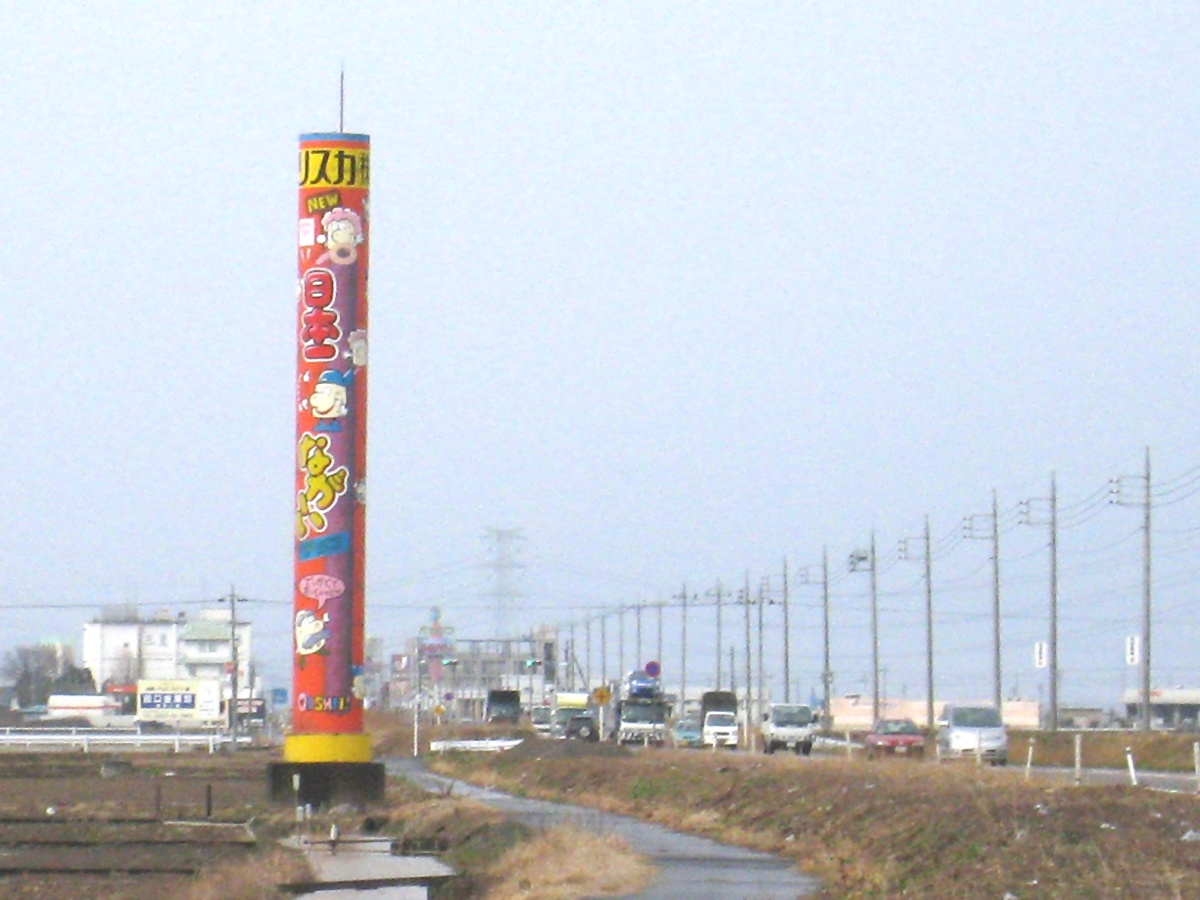
「日本一なが〜いチョコ」の看板（茨城県常総市）

- うまい輪（チーズ・めんたい・たこ焼・やさいサラダ）
- うまいシュガーラスク
- コーンポタージュ
- チョココーン
- しっとりチョコ
- しっとり抹茶
- しっとりいちご[2]
- 日本一なが〜いチョコ
- スーパービッグチョコ
- 徳用チョコシュー
- 10本チョコシュー
- 茨城名物なっとう味スナック（販売は株式会社メーコウ）
- 30本チョコ
- 15本チョコ
- 32本徳用チョコ
- チョコモナカ
- 徳用しっとりチョコ
- 奥久慈果樹園あんずの郷
- ババヘラ棒（秋田県限定商品。販売は株式会社フルゥール）
- 徳用フレッシュゼリー
- シュガーラスク
- オニオンスープスナック
- 下町焼きそば
- 67gチョコカルシュー

### かつて製造していた商品
- うまい棒（ギョッ！the・カニチャンコ）

## 不祥事
- 2022年8月22日、月120時間超の時間外勤務という違法な長時間労働があったとして、常総労働基準監督署は同社および武藤秀二社長を労働基準法違反の疑いで書類送検[3]。12月、下妻簡易裁判所は、同社と社長に対してそれぞれ罰金10万円の略式命令を下した[4]。